# Eoproviverra
Eoproviverra — вимерлий рід гієнодонтових ссавців. Скам'янілості знайдено в Франції. Описано 1 вид: Eoproviverra eisenmanni.